# Palma de Gandía
Palma de Gandía, en castillan et officiellement (Palma de Gandia en valencien), est une commune d'Espagne de la province de Valence dans la Communauté valencienne. Elle est située dans la comarque de la Safor et dans la zone à prédominance linguistique valencienne.

## Géographie

Localisation de Palma de Gandía
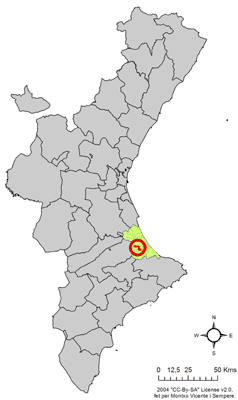
dans la Communauté valencienne.
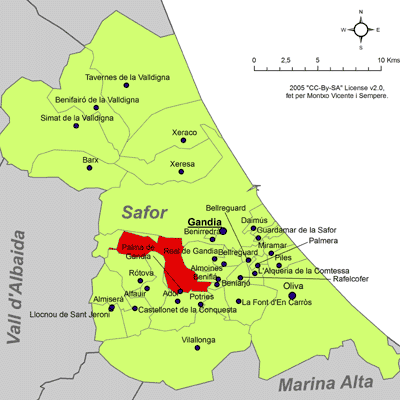
dans la comarque de la Safor.

### Communes limitrophes
La ville de Palma de Gandía est entourée par les communes suivantes :
Ador, Alfauir, Beniarjó, Beniflá, Gandia, Potries, Real de Gandía et Rótova, toutes dans la province de Valence.

## Démographie
| 1990  | 1992  | 1994  | 1996  | 1998  | 2000  | 2002  | 2004  | 2005  | 2007  |
| ----- | ----- | ----- | ----- | ----- | ----- | ----- | ----- | ----- | ----- |
| 1.497 | 1.506 | 1.516 | 1.534 | 1.520 | 1.575 | 1.608 | 1.655 | 1.675 | 1.850 |